# Góra Zabawa
Zabawa, też Góra Zabawa (823 m) – najwyższy szczyt Pasma Zabawy, wznoszący się pomiędzy miejscowościami Nieledwia Milówka i Rajcza. Stoki zachodnie tworzą zbocza doliny Nieledwianki, północne i wschodnie opadają do Soły, w kierunku południowo-zachodnim tworzy grzbiet łączący ją ze szczytem Małej Zabawy Należy do Międzygórza Jabłonkowsko-Koniakowskiego.
Zabawa jest porośnięta lasem, ale po północnej i południowej stronie szczytu są polany. Większa część stoków należy do wsi Nieledwia. U podnóża Zabawy znajduje się przystanek osobowy Milówka Zabawa (linia kolejowa Żywiec-Zwardoń). Nazwa szczytu ma pochodzić od zabaw, jakie mieli na niej urządzać zbójnicy, świętujący zdobycie łupów.